# Rue Gaucet
La rue Gaucet est une rue de la ville belge de Liège faisant partie du quartier administratif des Vennes  .

## Odonymie
La rue rend hommage à Joseph Gaucet, un poète et écrivain liégeois (1811-1852). Il écrivit ou composa des chansons, une pièce de théâtre, des nouvelles, des poèmes, des romans et des fables.

## Localisation
Cette artère plate et rectiligne se trouve sur la rive droite de la Dérivation et à l'arrière du quai Mativa qui borde la Dérivation. Proche de l'église Saint-Vincent, cette rue d'une longueur d'environ 195 mètres et comptant environ 90 immeubles relie la rue de Fétinne au quai Mativa dans ce sens unique de circulation automobile.

## Architecture
- Au no 2 (coin avec le quai Mativa), se trouve un immeuble de style moderniste réalisé en 1928 par l'architecte Ernest Montrieux[2].
- Au no 37, la maison de style Art nouveau possède un grand panneau de céramiques représentant une femme rousse. L'architecte est Maurice Devignée[3].

## Rues adjacentes
- Quai Mativa
- Rue de Fétinne